# Z-rapport
Een Z-rapport of Z-afslag is een rapport dat het totale bedrag van de omzet en de btw over een bepaalde periode weergeeft. Het is een term die wordt gebruikt in de context van een kassa of kassasysteem.
Voor fiscale doeleinden is het wettelijk verplicht om deze rapporten bij te houden en te bewaren, aangezien het een belangrijk onderdeel is van de administratie van een bedrijf. Dit rapport is een belangrijk document voor belastingdoeleinden, omdat het de basis vormt voor de belastingaangifte. Doorgaans wordt het Z-rapport afgedrukt als laatste rapport voordat de kassa voor de dag wordt afgesloten. Dit document kan helpen bij het voorkomen van fraude en zorgen voor een nauwkeurige boekhouding.
Een Z-rapport is een overzicht van de totale omzet van een kassa of kassasysteem en de daarbij behorende btw-bedragen over een bepaalde periode. Dit bevat meestal de volgende informatie:
- datum en tijd van de afsluiting van de kassa
- totaalbedrag van de omzet
- het aantal transacties dat heeft plaatsgevonden
- bedragen van de verschillende btw-tarieven
- totaalbedrag van de btw
- beginstand en eindstand van de kassa
- eventuele correcties of stortingen
- eventuele opmerkingen of bijzonderheden

Het Z-rapport wordt meestal afgedrukt op een bon of op een speciaal formulier. Sommige kassasystemen bieden de mogelijkheid om Z-rapporten elektronisch op te slaan, in plaats van fysiek te printen. Dit kan handig zijn omdat het de opslag en het beheer van Z-rapporten vereenvoudigt. Elektronische opslag van Z-rapporten is echter alleen toegestaan als aan bepaalde voorwaarden wordt voldaan, zoals het gebruik van een veilig en betrouwbaar opslagsysteem en het waarborgen van de integriteit van de gegevens.